# کفتاره
کفتاره یک روستا در ایران است که در دهستان ارشق شرقی واقع شده‌است. کفتاره ۳۶ نفر جمعیت دارد.